# Черниговский (Краснодарский край)
Черни́говский — хутор в Белореченском районе Краснодарского края.
Входит в состав Школьненского сельского поселения.

## Население
| 2002 | 2010 |
| ---- | ---- |
| 8    | ↘6   |